# Campagnano di Roma
Campagnano di Roma é uma comuna italiana da região do Lácio, província de Roma, com cerca de 8.139 habitantes. Estende-se por uma área de 46 km², tendo uma densidade populacional de 177 hab/km². Faz fronteira com Anguillara Sabazia, Formello, Magliano Romano, Mazzano Romano, Nepi (VT), Roma, Sacrofano, Trevignano Romano.

## Demografia
| Variação demográfica do município entre 1861 e 2011                               |
|                                                                                   |
| Fonte: Istituto Nazionale di Statistica (ISTAT) - Elaboração gráfica da Wikipedia |